# Alina, regina di Golconda

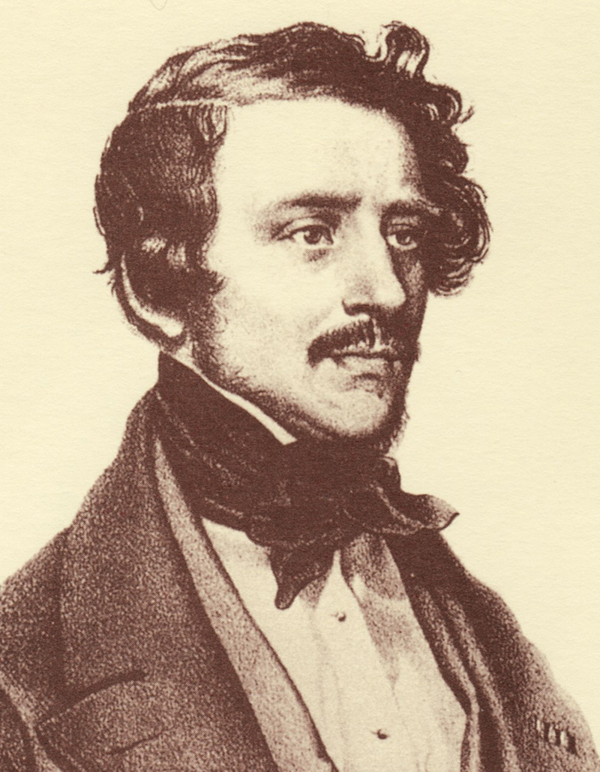
Gaetano Donizetti.

Alina, regina di Golconda (Alina, drottning av Golkonda) är en italiensk opera buffa i två akter med musik av Gaetano Donizetti och libretto av Felice Romani. Texten bygger på Michel-Jean Sedaines libretto till Pierre-Alexandre Monsignys opera Aline, reine de Golconde (1766), som i sin tur bygger på Stanislas de Boufflers opera La Reine de Golconde (1761).

## Historia
Operan hade premiär den 12 maj 1828 på Teatro Carlo Felice i Genua. Donizetti reviderade operan året efter och denna nya version hade premiär den 10 december 1829 på Teatro Valle i Rom och spelades ofta under de närmaste 40 åren.

## Personer
| Role                                   | Voice type  | Premiere Cast, 12 May 1828 (Conductor: - ) |
| -------------------------------------- | ----------- | ------------------------------------------ |
| Alina, herdinna, drottning av Golkonda | sopran      | Annetta Fischer                            |
| Fiorina                                | mezzosopran | Carolina De Vincenti                       |
| Seide                                  | tenor       | Giovanni Battista Verger                   |
| Volmar                                 | baryton     | Antonio Tamburini                          |
| Belfiore                               | buffo       | Giuseppe Frezzolini                        |
| Hassan                                 | tenor       | Antonio Crippa                             |
| Cora, en av drottningens slavar        |             |                                            |

## Handling
Franska Indien under 1700-talet.
Drottning Alina tvingas acceptera frieriet från Seide. Men ljudet av kanoner signalerar att franska trupper är på väg att inta hamnen. Ombord finns Volmar och Belfiore vilka en gång var gifta med Alina och hennes tjänarinna Fiorina. Damerna klär ut sig och besöker fransmännen. Seide blir rasande över detta och försöker egga folket till uppror. Med hjälp av en sömndryck lyckas damerna lura i sina män att de är tillbaka i Frankrike där de en gång möttes. Seide arresterar Alina som försöker abdikera men Seide insisterar på att hon fortsätter regera som hans maka. Fransmännen anfaller palatset och friger Alina. De tillfångatar Seide och återupprättar Alinas regentskap.